# Боровик пороспоровый
Борови́к пороспо́ровый (лат. Xerocoméllus porósporus, ранее — Bolétus porosporus) — вид грибов, относящийся к роду Xerocomellus.

## Описание
Шляпка до 8 см в поперечнике, полушаровидная, затем выпуклая, светло-коричневая до оливково-коричневой или тёмно-коричневой, с бархатистой, вскоре растрескивающейся поверхностью.
Ножка 9—10 см длиной и 2—3 см толщиной, цилиндрическая или несколько расширяющаяся к основанию, в верхней части жёлтая, ниже — коричневая или серо-коричнвевая.
Мякоть шляпки кремовая или желтоватая, над трубочками на воздухе часто несколько синеющая, в ножке — буроватая, без выраженных запаха и вкуса.
Трубчатый слой окрашен в лимонно-жёлтые тона, с возрастом темнеет до оливково-зелёного, при повреждении синеет. Поры угловатые.
Споровый отпечаток оливково-коричневый. Споры 11—17×5—6,5 мкм, почти веретеновидные, в зрелом виде — с отчётливо усечённой верхушкой.
Съедобный гриб.

## Экология и распространение
Широко распространён в Европе, однако часто смешивается с моховиком трещиноватым и другими видами.
Образует микоризу с дубом, встречается в широколиственных и смешанных лесах.

## Употребление
Съедобен.

## Синонимы
- Boletus porosporus Imler ex Watling, 1968basionym
- Xerocomus porosporus (Imler ex Watling) Contu, 1990